# Priscila Daroit
Priscila Zalewski Daroit, nota semplicemente come Pri Daroit (Porto Alegre, 10 agosto 1988) è una pallavolista brasiliana, schiacciatrice del Minas.

## Carriera

### Club
La carriera di Priscila Daroit inizia a livello giovanile nel Colégio Sinodal, dove inizia a giocare all'età di undici anni e a livello professionale nella stagione 2005-06, quando viene ingaggiata dal São Caetano dove rimane per un biennio prima di trasferirsi al Minas a partire dall'annata 2007-08. Dopo un triennio nel club di Belo Horizonte passa al Mackenzie nel campionato 2010-11 con cui vince il primo titolo di club della propria carriera, ossia il Campionato Mineiro.
Nella stagione 2012-13 gioca nel Campinas, col quale si classifica al terzo posto in campionato, mentre in quella successiva passa al Sesi, dove resta per due annate vincendo il Campionato sudamericano per club 2014; si trasferisce quindi al Praia Clube nella stagione 2015-16 e nuovamente al Minas in quella successiva, dove conquista il secondo titolo mineiro e il Campionato sudamericano per club 2018.
Nell'annata 2018-19 è in campo con la Fluminense mentre in quella successiva è di nuovo al Praia Clube, dove si aggiudica il terzo titolo mineiro personale e la Supercoppa brasiliana 2019, prima di tornare a Belo Horizonte per la terza avventura con la maglia del Minas a partire dalla stagione 2020-21: questa si rivela l'esperienza più prolifica per Priscila, che conquista due titoli nazionali, la Coppa del Brasile 2021, il titolo mineiro 2020 e il campionato sudamericano 2022 e 2024, impreziositi entrambi dal riconoscimento individuale come miglior schiacciatrice.

### Nazionale
Dopo aver vinto nel 2005 il campionato mondiale di categoria con la nazionale under 18 e l'anno seguente il campionato sudamericano under 20, nel 2007 ottiene le prime convocazioni in nazionale maggiore, con la quale esordisce in occasione della Coppa panamericana raggiungendo la finale del torneo, pur continuando il proprio percorso con la nazionale under 20 con cui si aggiudica la medaglia d'oro al campionato mondiale di categoria.
Nel 2012 si aggiudica il secondo argento in Coppa panamericana mentre l'anno seguente vince la medaglia d'oro al World Grand Prix; nel 2022 giunge seconda alla Volleyball Nations League e al campionato mondiale. Nel 2023 vince la medaglia d'oro al campionato continentale e quella d'argento alla Coppa del Mondo.

## Palmarès

### Club
- Campionato brasiliano: 2

2020-21, 2021-22
- Coppa del Brasile: 1

2021
- Supercoppa brasiliana: 1

2019
- Campionato Mineiro: 4

2010, 2017, 2019, 2020
- Campionato sudamericano per club: 4

2014, 2018, 2022, 2024

### Nazionale (competizioni minori)
- Campionato mondiale under 18 2005
- Campionato sudamericano under 20 2006
- Coppa panamericana 2007
- Campionato mondiale under 20 2007
- Coppa panamericana 2012
- Montreux Volley Masters 2013

### Premi individuali
- 2022 - Campionato sudamericano per club: Miglior schiacciatrice
- 2024 - Campionato sudamericano per club: Miglior schiacciatrice